# 穆索-讷维尔
穆索-讷维尔（法語：Mousseaux-Neuville，法語發音：[muso nøvil]）是法国厄尔省的一个市镇，属于埃夫勒区。该市镇于1845年由原市镇穆索（Mousseaux）、讷维尔（Neuville）和拉讷维莱特（La Neuvillette）合并而成。

## 地理
穆索-讷维尔（48°54'29"N, 1°20'50"E）面积14.2 平方千米，位于法国诺曼底大区厄尔省，该省份为法国北部内陆省份，北起滨海塞纳省，西接奧恩省和卡爾瓦多斯省，南至厄尔-卢瓦省，东临瓦兹省、瓦兹河谷省和伊夫林省。
与穆索-讷维尔接壤的市镇（或旧市镇、城区）包括：尚皮尼-拉菲特莱、拉库蒂尔-布塞、富克兰维尔、穆埃特、圣安德烈德勒尔。

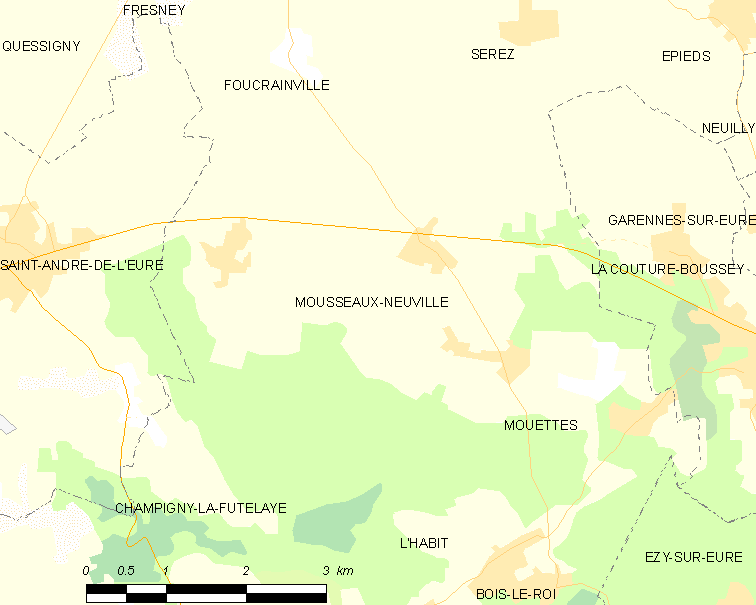
穆索-讷维尔的OSM定位图

穆索-讷维尔的时区为UTC+01:00、UTC+02:00（夏令时）。

## 行政
穆索-讷维尔的邮政编码为27220，INSEE市镇编码为27421。

## 政治
穆索-讷维尔所属的省级选区为圣安德烈德勒尔县。

## 人口

1962-2008年间穆索-讷维尔人口变化图示

穆索-讷维尔于2022年1月1日时的人口数量为641人。